# FreeCulture.org

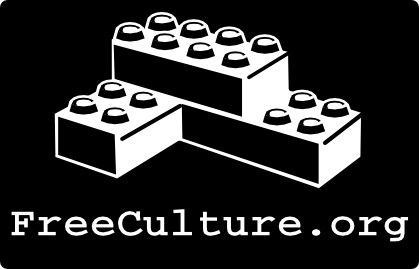
Logo

Students for Free Culture (in italiano studenti per la cultura libera), conosciuta anche col nome di dominio FreeCulture.org, è un'organizzazione internazionale studentesca che lavora per promuovere gli ideali della cultura libera, della partecipazione culturale e dell'accesso all'informazione.
L'organizzazione si ispira al lavoro di Lawrence Lessig (autore del libro Cultura libera) e collabora frequentemente con altre organizzazioni non governative, come Creative Commons, Electronic Frontier Foundation, e Public Knowledge.
Students for Free Culture ha oltre 30 sezioni sparse nelle università di tutto il mondo.